# Levante Unión Deportiva (féminines)
Pour les articles homonymes, voir Levante (homonymie).
Cet article concerne la section football féminin du Levante UD. Pour les autres sections, voir Levante UD.
Maillots
Dernière mise à jour : 2 juillet 2025.
Le Levante Union Deportiva (féminines), couramment abrégé en Levante UD, est la section féminine du Levante UD, basé à Valence. L'équipe tire son nom du vent du Levant, qui vient de l'est et entre dans la ville de Valence par la plage où se situait le terrain du club au début du XXe siècle.

## Historique
Le club est fondé en 1993 sous le nom de San Vicente CFF.
En 1997, dès sa première saison dans l'élite, l'équipe remporte le championnat et la supercoupe d'Espagne. L'année suivante, San Vicente est absorbé par le club masculin de Levante UD et devient sa section féminine, une première en Espagne.
La saison 2000-2001 est la plus aboutie de l'histoire du club. Levante, entraîné par Antonio Descalzo et emmené notamment par Vanesa Gimbert, Tere Saurí et Auxi Jiménez, remporte le championnat avec 28 victoires en 28 matches, terminant par une victoire 27-0 contre Terrassa. Le club réalise le triplé en triomphant également en coupe de la Reine et en supercoupe d'Espagne, à chaque fois face à Irex Puebla.
Le club est à nouveau sacré en championnat et en coupe de la Reine la saison suivante, alors que la supercoupe d'Espagne n'est plus organisée. Levante remporte encore la coupe de la Reine en 2004, 2005 et 2007, mais doit attendre 2008 pour décrocher un quatrième titre en championnat. Ce titre permet au club de découvrir la coupe d'Europe en 2008-2009. Après avoir notamment éliminé le Sparta Prague en qualifications, Levante échoue en phase de poules derrière le FCR Duisbourg (futur vainqueur de la compétition) et le Brøndby IF.
Les années 2010 voient le club reculer dans les classements. Levante retrouve le podium du championnat en 2019, derrière l'Atlético de Madrid et le FC Barcelone, et confirme son retour au sommet du football féminin espagnol avec un nouveau podium en 2020 et une finale de Supercoupe en 2021.

## Palmarès
- Championnat d'Espagne féminin (4)
  - Champion : 1997, 2001, 2002 et 2008
  - Vice-champion : 1998, 2003, 2005 et 2009
- Coupe d'Espagne féminine (6)
  - Vainqueur : 2000, 2001, 2002, 2004, 2005 et 2007
  - Finaliste : 2008 et 2021
- Supercoupe d'Espagne féminine (2)
  - Vainqueur : 1997 et 2000
  - Finaliste : 2021 et 2024

## Entraîneurs

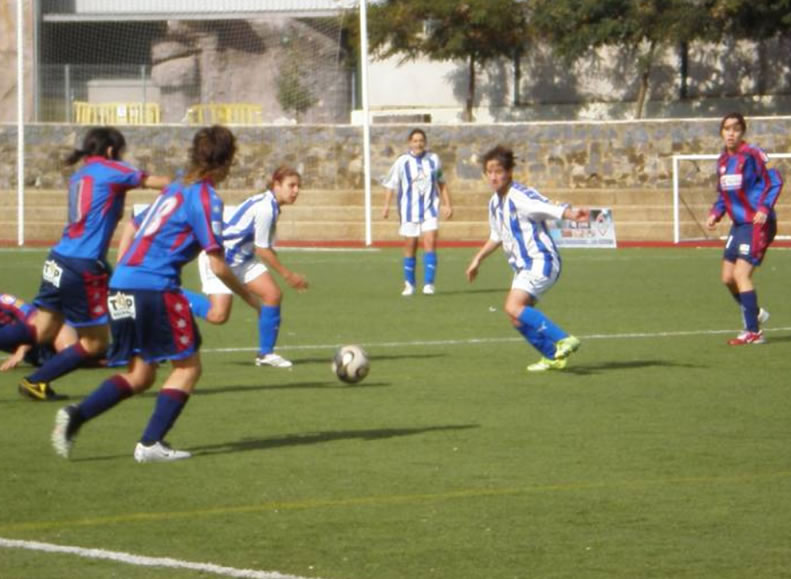
Match de championnat entre Sp. Huelva et Levante UD, lors de la saison 2006-2007

- Antonio Descalzo (1993-2003)
- Josep Alcácer (2003-2006)
- Félix Carballo (2006-2008)
- José Arastey (2008)
- Gustavo Duco (2009)
- Rafa Aranda (2009-2011)
- Antonio Contreras (2011-2019)
- María Pry (2019-2021)
- Angel Vilacampa (2021-2022)
- José Luis Sanchez Vera (2022-2024)

## Anciennes personnalités notables

### Joueuses
Brésil
- Kátia da Silva

 Colombie
- Daniela Montoya

 Côte-d'Ivoire
- Ida Guehai

 Espagne
- Ona Batlle
- Marta Corredera
- Ruth García
- Vanesa Gimbert
- Sandra Paños
- Alexia Putellas

 Mexique
- Charlyn Corral
- Greta Espinoza

 Portugal
- Jéssica Silva

 Suisse
- Vanessa Bernauer

## Rivalités
Levante dispute le derby valencian face au Valence CF. Ces matches se jouent régulièrement au stade de Mestalla.